# Gola (Lubin)
Pour les articles homonymes, voir Gola.
Gola est une localité polonaise de la gmina et du powiat de Lubin en voïvodie de Basse-Silésie.